# العلاقات البوتانية الكورية الشمالية
العلاقات البوتانية الكورية الشمالية هي العلاقات الثنائية التي تجمع بين بوتان وكوريا الشمالية.

## مقارنة بين البلدين
هذه مقارنة عامة ومرجعية للدولتين:
| وجه المقارنة                                              | بوتان          | كوريا الشمالية                        |
| --------------------------------------------------------- | -------------- | ------------------------------------- |
| المساحة (كم2)                                             | 38.39 ألف      | 120.54 ألف                            |
| عدد السكان (نسمة)                                         | 807.61 ألف     | 25.49 مليون                           |
| الكثافة السكانية (ن./كم²)                                 | 21.04          | 211.47                                |
| العاصمة                                                   | تيمفو          | بيونغيانغ                             |
| اللغة الرسمية                                             | لغة دزونكا     | لغة كوريا الشمالية القياسية ‏          |
| العملة                                                    | نغولترم بوتاني | وون كوري شمالي                        |
| الناتج المحلي الإجمالي (بليون دولار)                      | 2.51 مليار     |                                       |
| الناتج المحلي الإجمالي (تعادل القوة الشرائية) بليون دولار | 6.49 مليار     |                                       |
| الناتج المحلي الإجمالي الاسمي للفرد دولار أمريكي          | 2.66 ألف       |                                       |
| الناتج المحلي الإجمالي للفرد دولار أمريكي                 | 7.82 ألف       |                                       |
| مؤشر التنمية البشرية                                      | 0.605          |                                       |
| رمز المكالمات الدولي                                      | +975           | +850                                  |
| رمز الإنترنت                                              | .bt            | .kp                                   |
| المنطقة الزمنية                                           | ت ع م+06:00    | ت ع م+08:30، ت ع م+08:30، ت ع م+09:00 |

## منظمات دولية مشتركة
يشترك البلدان في عضوية مجموعة من المنظمات الدولية، منها:
| علم المنظمة | اسم المنظمة              | تاريخ انضمام بوتان | تاريخ انضمام كوريا الشمالية |
| ----------- | ------------------------ | ------------------ | --------------------------- |
|             | الاتحاد الدولي للاتصالات | 15 سبتمبر 1988     | ?                           |
|             | الاتحاد البريدي العالمي  | ?                  | ?                           |
|             | يونسكو                   | 13 أبريل 1982      | 18 أكتوبر 1974              |
|             | الأمم المتحدة            | 21 سبتمبر 1971     | 17 سبتمبر 1991              |

## وصلات خارجية
- موقع وزارة الخارجية البوتانية
- موقع وزارة الخارجية الكورية الشمالية